# Lista das principais vias de Manaus
Abaixo temos os principais logradouros de Manaus, divididos por suas respectivas zonas:

## Zona Norte
- Avenida Governador José Lindoso: mais conhecida como Avenida das Torres, é uma via expressa, que liga as zonas Norte e Centro-Sul de Manaus. Com 17,4 quilômetros de extensão, é a maior via da região Norte do Brasil.[1]
- Avenida Torquato Tapajós: é a segunda maior avenida de Manaus com 13 quilômetros de extensão. Inicia no viaduto Ayrton Senna, em Flores e vai até barreira da Polícia Militar, no bairro Novo Israel. Ela dá acesso às rodovias AM-010 e BR-174.
- Avenida Noel Nutels: Vai da Avenida Max Teixeira, na região do bairro Flores, até ao bairro Cidade Nova. É famosa por cortar regiões extremamente valorizadas da cidade, como por exemplo os bairros de Flores e Cidade Nova. Também é uma das maiores vias de ligação dos bairros da zona norte de Manaus ao centro de Manaus. Na avenida localizam-se diversos prédios importantes da cidade.
- Avenida Professor Nilton Lins: Vai da Avenida Constantino Nery, na região do bairro Flores, até a Avenida Tancredo Neves, no bairro Parque 10. É famosa por cortar regiões extremamente valorizadas da cidade, como por exemplo os bairros de Flores e os conjuntos Parque das Laranjeiras e Beija Flor. Também é uma das maiores vias de ligação dos bairros da Zona Norte de Manaus à Zona Sul de Manaus.
- Avenida Coronel Sávio Belota: Antigamente conhecida como Ramos D, é uma importante avenida da cidade de Manaus, que vai da Avenida Noel Nutels, na região do bairro Cidade Nova, até a confluência com os bairros da Zona Leste de Manaus e a zona Centro-Sul. É famosa por cortar regiões extremamente valorizadas da cidade. Também é uma das maiores vias de ligação dos bairros da Zona Norte de Manaus ao Centro de Manaus, Zona leste e centro-sul.

## Zona Sul
- Avenida Eduardo Ribeiro: A avenida se estende por cerca de 2,5 quilômetros no Centro Histórico de Manaus. É uma das principais avenidas da cidade por possuir edifícios, lojas e prédios importantes do município. A avenida abriga também, prédios históricos importantes como o Teatro Amazonas, Palácio da Justiça, Hotel Manaós e o edifício do Banco Real.
- Avenida Tefé: Antigamente chamada de Santa Cruz Machado, é uma importante avenida da cidade, que vai da Avenida André Araújo, na região do bairro Coroado, até ao bairro da Cachoeirinha. É famosa por cortar regiões extremamente valorizadas da cidade, como por exemplo os bairros de Japiim e Raiz. Também é uma das maiores vias de ligação dos bairros da zona sul de Manaus ao centro de Manaus. A avenida abriga diversos prédios importantes, como o Makro, ULBRA, Fundação Rio Solimões e a Universidade UNI Nilton Lins.

## Zona Centro-Sul
- Avenida Djalma Batista: É uma das maiores avenidas da capital amazonense, possuindo mais de 5 quilômetros, passa por bairros como o Nossa Senhora das Graças, Vieiralves, São Geraldo, Parque 10, Chapada e Flores. A avenida abriga diversos prédios importantes e três dos shopping centers de Manaus, como o Amazonas Shopping, Millenium Shopping e Manaus Plaza Shopping. Abriga também o Parque dos Bilhares e a Universidade do Estado do Amazonas.
- Avenida Constantino Nery: Vai da Avenida Torquato Tapajós, na região do bairro Flores, até ao Centro Histórico de Manaus. É famosa por cortar regiões extremamente valorizadas da cidade, como por exemplo os bairros de Flores e Chapada. Também é uma das maiores vias de ligação dos bairros da zona oeste ao do centro de Manaus.
- Avenida André Araújo: A Avenida André Araújo, conhecida também como Estrada do Aleixo, é uma importante avenida da cidade de Manaus, que vai da Alameda Cosme Ferreira, na região do bairro Coroado, até a Rua Paraíba. É famosa por cortar regiões extremamente valorizadas da cidade, no bairro Aleixo. A Avenida é considerada também a "via das comunicações" por sediar diversos prédios de emissoras de televisão. Também abriga outros prédios bem importantes, como a Sefaz, TRE e MPE. Também é uma das maiores vias de ligação dos bairros da zona leste de Manaus ao centro de Manaus.
- Avenida Efigênio Sales: A avenida, conhecida também por V8, é uma importante avenida da cidade de Manaus, que vai da Avenida André Araújo e Alameda Cosme Ferreira, na região do bairro Coroado, até a Avenida Darcy Vargas, no bairro Parque 10. É famosa por cortar regiões extremamente valorizadas da cidade, como por exemplo os bairros de Aleixo e Adrianópolis. Também é uma das maiores vias de ligação dos bairros da zona leste e Zona centro-sul ao centro de Manaus e à Zona oeste.
- Avenida Tancredo Neves: A Avenida Tancredo Neves é uma importante avenida da cidade de Manaus, que vai da Rua do Comércio, na região do bairro Parque 10, até ao bairro Flores. É famosa por cortar regiões extremamente valorizadas da cidade, como por exemplo os bairros de Flores e os conjuntos de Jardim Primavera e Jardim Sakura. Também é uma das maiores vias de ligação dos bairros da Zona Norte de Manaus à Zona Centro-Sul e Sul da cidade.

## Zona Oeste
- Avenida Brasil é uma importante avenida da cidade de Manaus, que vai da Estrada da Ponta Negra, na região do bairro Lírio do Vale, Passando por todo o bairro da Compensa, é passando também pelos bairros de Santo Antônio, Vila da Prata, Presidente Vargas e São Geraldo em ligação dos bairros da Zona Oeste. É famosa por ser uma das maiores e mais movimentadas vias da cidade. É a maior via de ligação dos bairros da Zona Oeste ao Centro da cidade. Também localizam-se nessa avenida o Palácio do Governo do Amazonas e a Prefeitura de Manaus.

## Zona Leste
- Avenida Autaz Mirim (Grande Circular): É uma importante avenida da cidade, que vai da Avenida Cosme Ferreira, na região do bairro São José Operário, até ao bairro Cidade de Deus, em frente à Reserva Florestal Adolpho Ducke. É famosa por cortar bairros importantes da zona Leste de Manaus e por apresentar intensa atividade comercial.[2]

## Rodovias
- AM-010: Manaus–Itacoatiara
- AM-070: Manaus–Manacapuru
- BR-174: Manaus–Boa Vista
- BR-319: Manaus–Porto Velho